# 库尔瑟伯夫
库尔瑟伯夫（法語：Courcebœufs，法語發音：[kuʁsəbœf]）是法国萨尔特省的一个市镇，属于勒芒区。

## 地理
库尔瑟伯夫（48°8'15"N, 0°17'15"E）面积16.83 平方千米，位于法国卢瓦尔河地区大区萨尔特省，该省份为法国西北部内陆省份，北起顺时针与奥恩省、厄尔-卢瓦省、卢瓦-谢尔省、安德尔-卢瓦尔省、曼恩-卢瓦尔省和马耶讷省接壤，是法国大西部的入口，连接卢瓦尔河谷、布列塔尼和巴黎盆地。
与库尔瑟伯夫接壤的市镇（或旧市镇、城区）包括：萨维涅莱韦克、苏利涅苏巴隆、博费、茹埃拉贝、巴隆-圣马尔。

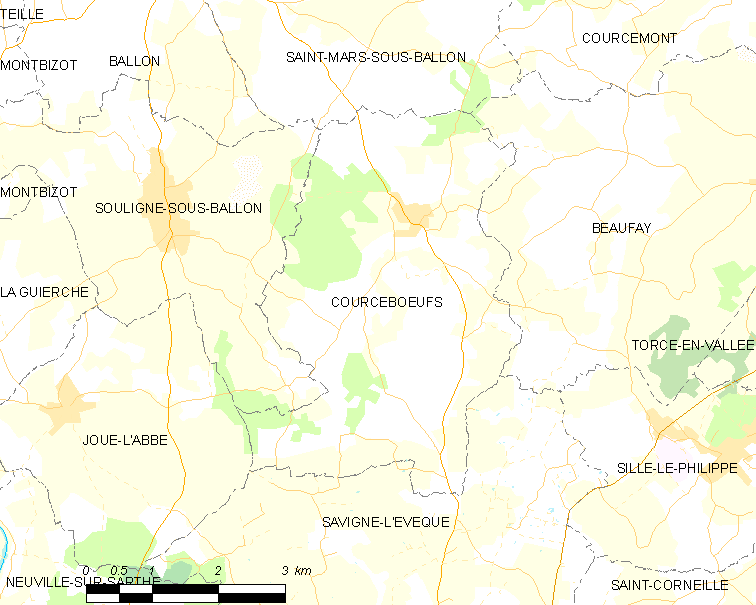
库尔瑟伯夫的OSM定位图

库尔瑟伯夫的时区为UTC+01:00、UTC+02:00（夏令时）。

## 行政
库尔瑟伯夫的邮政编码为72290，INSEE市镇编码为72099。

## 政治
库尔瑟伯夫所属的省级选区为博内塔布勒县。

## 人口

1962-2008年间库尔瑟伯夫人口变化图示

库尔瑟伯夫于2022年1月1日时的人口数量为641人。